# Franco Angioni

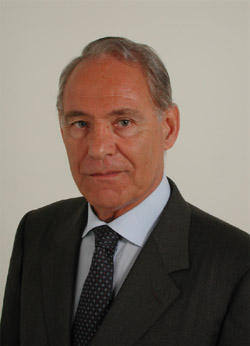
Franco Angioni (2001)

Franco Angioni (* 25. August 1933 in Civitavecchia, Latium) ist ein ehemaliger italienischer General und Politiker. Von 1982 bis 1984 leitete er einen Friedenseinsatz italienischer Streitkräfte im Libanon.

## Leben
Angionis Familie stammt aus Sardinien. Mit 16 Jahren trat er in das Militärgymnasium Nunziatella in Neapel ein, wo er auch Abitur machte. Es schloss sich die Offiziersausbildung an der Militärakademie in Modena und in Turin an. Danach diente Angioni bei einem Spezialkräftebataillon der Fallschirmjägerbrigade Folgore, das er später auch kommandierte. In den USA absolvierte er die Ranger-Ausbildung, in Kanada das Staff College und in Großbritannien einen Lehrgang über Elektronische Kampfführung. In Italien absolvierte er die Generalstabsausbildung, wird 1974 Oberst und leitete nach einer Verwendung im Ausbildungsbereich die Operationsabteilung des Heeresgeneralstabs. 1979 hatte er einen ersten Kontakt mit dem Libanon, als eine italienische Hubschrauberstaffel im Rahmen eines UNO-Kontingents nach Naqoura, nahe der libanesisch-israelischen Grenze, verlegt wurde.

## Libanon
Nach dieser ersten Erfahrung wählte man ihn als Truppenführer, als die internationale Gemeinschaft beschloss, eine UN-Friedenstruppe in den vom Bürgerkrieg betroffenen Libanon zu entsenden. Die USA, Großbritannien, Frankreich und Italien entsandten Kontingente. Ende August Anfang September 1982 evakuierte das Bersaglieri-Bataillon Governolo binnen zwei Wochen Arafat und seine 13.000 Mann starke Streitmacht aus Beirut (Libanon 1). Am 12. September 1982 kehrte das Bataillon nach Italien zurück, doch bereits vier Tage später kam es in einigen Flüchtlingslagern zu Massakern an Zivilisten, was eine erneute internationale Intervention zur Folge hatte (Libanon 2, 1982–1984). Der Einsatz des italienischen Kontingents ITALCON wurde von Angioni vorbereitet und dann geleitet. Das 2100 Mann starke italienische Kontingent bestand neben einigen Unterstützungstruppenteilen aus drei mechanisierten Infanteriebataillonen (darunter das Marineinfanteriebataillon San Marco), die in Beirut ein 32 Quadratkilometer großes Gebiet zwischen der „Grünen Linie“ und der Küste abdeckten, darunter auch die Flüchtlingslager von Chatila und Bori el Barajne. Die italienischen Soldaten erfüllten unter Brigadegeneral Franco Angioni ihren Auftrag zwischen September 1982 und Februar 1984 mit bemerkenswerter Professionalität. Die sonst dem italienischen Militär gegenüber relativ zynische britische Presse schrieb, dass sich im Libanon ein effizientes und seriöses Italien (Financial Times) gezeigt habe. Italien verlor dank seiner behutsamen Vorgehensweise in dieser schwierigen Mission zwischen den Bürgerkriegsfronten nur einen Soldaten: den zwanzigjährigen Marineinfanteristen Filippo Montesi. Besonders das US-Kontingent war Ziel von Selbstmordanschlägen, die schließlich zum Abzug der internationalen Friedenstruppe führten.

## Politiker
Franco Angioni war von 2001 bis 2006 Parlamentsabgeordneter der „Linksdemokraten“ (ehemalige Kommunisten).

## Auszeichnungen
- Großoffizier des Militärordens von Italien (2001)
- Großkreuz des Verdienstordens der Italienischen Republik (1994)
- Ritter des Militärordens von Italien (1984)[2]
- Großoffizier des Verdienstordens der Italienischen Republik (1983)[3]